# ISO/IEC JTC 1/SC 22
ISO/IEC JTC 1/SC 22 프로그래밍 언어, 환경, 시스템 소프트웨어 인터페이스(ISO/IEC JTC 1/SC 22 Programming languages, their environments and system software interfaces)는 국제 표준화 기구(ISO)와 국제전기기술위원회(IEC)의 ISO/IEC JTC 1의 표준화 소위원회이며, 프로그래밍 언어, 환경, 시스템 소프트웨어 인터페이스 분야 내의 표준을 개발하고 이용을 편리하게 만드는 것이 목적이다. ISO/IEC JTC 1/SC 22는 또한 포터빌리티(portability) 소위원회로도 불렸다. ISO/IEC JTC 1/SC 22의 국제 사무국은 미국에 위치한 미국 국가표준 협회(ANSI)이다.

## 역사
ISO/IEC JTC 1/SC 22는 JTC 1 소위원회가 프로그래밍 언어, 환경, 시스템 소프트웨어 인터페이스 분야 내에서 표준화를 해결하고자 1985년 설립한 것이다. ISO/IEC JTC 1/SC 22 창설 이전에, 프로그래밍 언어 표준화는 ISO TC 97/SC 5를 통해 해결되었다.

## 구조
ISO/IEC JTC 1/SC 22의 워킹 그룹은 다음과 같다:
| 워킹 그룹                 | 작업 분야                                             | 상태    |
| ------------------------- | ----------------------------------------------------- | ------- |
| ISO/IEC JTC 1/SC 22/WG 1  | PLIP (Programming Languages for Industrial Processes) | 해체됨  |
| ISO/IEC JTC 1/SC 22/WG 2  | 파스칼                                                | 해체됨  |
| ISO/IEC JTC 1/SC 22/WG 3  | APL                                                   | 해체됨  |
| ISO/IEC JTC 1/SC 22/WG 4  | 코볼                                                  | 활동 중 |
| ISO/IEC JTC 1/SC 22/WG 5  | 포트란                                                | 활동 중 |
| ISO/IEC JTC 1/SC 22/WG 6  | 알골 (프로그래밍 언어)                                | 해체됨  |
| ISO/IEC JTC 1/SC 22/WG 7  | PL/I                                                  | 해체됨  |
| ISO/IEC JTC 1/SC 22/WG 8  | 베이직                                                | 해체됨  |
| ISO/IEC JTC 1/SC 22/WG 9  | 에이다                                                | 활동 중 |
| ISO/IEC JTC 1/SC 22/WG 10 | 가이드라인                                            | 해체됨  |
| ISO/IEC JTC 1/SC 22/WG 11 | 바인딩 테크닉                                         | 해체됨  |
| ISO/IEC JTC 1/SC 22/WG 12 | Conformity                                            | 해체됨  |
| ISO/IEC JTC 1/SC 22/WG 13 | Modula-2                                              | 해체됨  |
| ISO/IEC JTC 1/SC 22/WG 14 | C                                                     | 활동 중 |
| ISO/IEC JTC 1/SC 22/WG 15 | POSIX                                                 | 해체됨  |
| ISO/IEC JTC 1/SC 22/WG 16 | ISLisp                                                | 해체됨  |
| ISO/IEC JTC 1/SC 22/WG 17 | 프롤로그 (프로그래밍 언어)                            | 활동 중 |
| ISO/IEC JTC 1/SC 22/WG 18 | FIMS (Form Interface Management System)               | 해체됨  |
| ISO/IEC JTC 1/SC 22/WG 19 | 정규 명세 언어                                        | 해체됨  |
| ISO/IEC JTC 1/SC 22/WG 20 | 국제화                                                | 해체됨  |
| ISO/IEC JTC 1/SC 22/WG 21 | C++                                                   | 활동 중 |
| ISO/IEC JTC 1/SC 22/WG 22 | PCTE (Portable Common Tool Environment)               | 해체됨  |
| ISO/IEC JTC 1/SC 22/WG 23 | 프로그래밍 언어 취약성                                | 활동 중 |
| ISO/IEC JTC 1/SC 22/WG 24 | Linux                                                 | 활동 중 |

## 같이 보기
- ISO/IEC JTC 1
- 미국 국가표준 협회
- 국제 표준화 기구
- 국제전기기술위원회